# Аквадейл (Північна Кароліна)
Аквадейл (англ. Aquadale) — переписна місцевість (CDP) в США, в окрузі Стенлі штату Північна Кароліна. Населення — 348 осіб (2020).

## Географія
Аквадейл розташований за координатами 35°13′28″ пн. ш. 80°13′25″ зх. д. / 35.22444° пн. ш. 80.22361° зх. д. (35.224394, -80.223508).  За даними Бюро перепису населення США в 2010 році переписна місцевість мала площу 8,43 км², уся площа — суходіл.

## Демографія
Згідно з переписом 2010 року, у переписній місцевості мешкало 397 осіб у 166 домогосподарствах у складі 111 родини. Густота населення становила 47 осіб/км².  Було 184 помешкання (22/км²).
Расовий склад населення:
| - 100,0 % — білих |

До двох чи більше рас належало 0,0 %. Частка іспаномовних становила 2,0 % від усіх жителів.
За віковим діапазоном населення розподілялося таким чином: 22,2 % — особи молодші 18 років, 62,4 % — особи у віці 18—64 років, 15,4 % — особи у віці 65 років та старші. Медіана віку мешканця становила 41,5 року. На 100 осіб жіночої статі у переписній місцевості припадало 111,2 чоловіків;  на 100 жінок у віці від 18 років та старших — 106,0 чоловіків також старших 18 років.
Цивільне працевлаштоване населення становило 174 особи. Основні галузі зайнятості: роздрібна торгівля — 24,7 %, будівництво — 22,4 %, освіта, охорона здоров'я та соціальна допомога — 17,2 %, публічна адміністрація — 12,1 %.